# Меморандум на САНУ
Меморандумът на Сръбската академия на науките и изкуствата, съкратено Меморандум на САНУ (ср. Меморандум Српске академије наука и уметности /скраћено Меморандум САНУ/) е документ, който е изготвен от Сръбската академия на науките и изкуствата през 1986 г.
Меморандумът е спорен идеологически тезис от времето на бивша Югославия. Критиците го оценяват като рожба на възраждащия се след смъртта на Тито великосръбски шовинизъм, а защитниците му като опит за защита на сръбските интереси в процеса на социално-икономическа, идеологическа и криза на идентичността в социалистическа СФРЮ.

## Авторство
Документът е подписан от редица сръбски научни и обществени деятели:
- Павле Ивич
- Антоние Исакович
- Душан Каназир
- Михайло Маркович
- Милош Мацура
- Деян Медакович
- Мирослав Пантич
- Никала Пантич
- Любиша Ракич
- Радован Самарджич
- Миомир Вукобратич
- Василие Крестич
- Иван Максимович
- Коста Михайлович
- Стоян Челич
- Никола Чобелюич

## Скандал с подготвяния меморандум към сръбската общественост
Проектът за документ е публикуван в ежедневника Вечерни лист (Вечерни новини) в два последователни броя от 24 и 25 септември 1986 г. Публикуването на меморандума предизвиква невероятен публичен скандал в бивша Югославия. Съставителите му твърдят, че текстът на подготвяния меморандум е тайно изнесен от САНУ, и с подкрепата на тайните служби публикуван.

## Символика
Публикуваният проект за меморандум в обем 70 машинописни страници се счита като начален момент в развитието на процесите довели до разпада на бивша Югославия. След смъртта на Тито през 1980 г., постепенно страната изпада в дълбока социално-икономическа, и най-вече криза на идентичността, която се развива и в политическа такава. Кризата е същностна и предизвикана от липсата на авторитет, който да замести Тито с налаганата по него официална идеология на титовизъм във федерацията. Постепенно дълбоко потисканите процеси в изкуствено реанимираната след Втората световна война държава набират сила. Сърбите решават, че е назрял момента да вземат своеобразен реванш за тенденцията към потискане на традиционния сръбски национализъм, още повече че те се чувстват държавотворен народ на Югославия. Допълнително нагнетяване на обстановката в този аспект са предоставените през 1974 г. с новата конституция автономни права на считаните за сръбски покрайнини Косово и Войводина. Меморандумът твърди, че другите републики, особено Хърватия, подкрепят албанското правителство в Косово като част от заговор да изместят сръбското малцинство от областта.
От друга страна меморандумът е повод икономически развитите бивши югорепублики Словения и Хърватия да поискат повече права при разпределението на БВП на федерацията, ползвайки същевременно скандала като противоотрова срещу засилените сръбски претенции за доминация. В крайна сметка от скандала се възползва немного известния дотогава сръбски политик Слободан Милошевич, произхождащ от рода Васоевичи.
На практика меморандумът символизира историческия процес на трансформация в бивша Югославия през 1980-те години, който през втората им половина окончателно маркира края на „мирното съвместно съжителство между народите в бивша Югославия“, наричана от някои български изследователи последната балканска империя.